# TOKYO FM トラフィック
TOKYO FM トラフィック（トウキョウエフエム・トラフィック）は、TOKYO FMで放送されていた道路の渋滞情報、時間、また状況によって鉄道や航空機、フェリーの運行情報を放送する交通情報。2013年1月14日よりTOKYO FM トラフィックレポートに改題。

## 概要
2008年9月までのTOKYO FM トラフィックリポートが、2008年10月1日のCI導入でステーションジングルが一新されたのを期にこの番組に改題された。2013年1月14日よりTOKYO FM トラフィックレポートに改題している。
TOKYO FM トラフィックでは、「TOKYO FM （ゴールデンウィーク・夏休み・年末・お正月）トラフィック」に変わる期間がある。その時は提供スポンサーが付く場合がある。

## ドライバーズ・インフォ
2009年10月から、土曜と日曜は「ドライバーズ・インフォ」のタイトルで放送。2009年9月までは一部の時間を除き、TOKYO FM NEWSを放送した後に抱き合わせて放送していたが、10月から改題されている。前半に交通情報（時間帯によっては天気予報も放送する）を、後半にニュースを放送する。交通情報は交通情報センターから届いている渋滞データを読み上げるのみで、スタジオ呼び出しはしない。
ミニ番組の間に交通情報が放送される場合「ドライバーズ・インフォ」のタイトルは使用されない。
2010年以降は金曜の夕方以降にも放送されるようになっている。
2014年現在、土日の日中帯は天気予報ののちに情報センターから交通情報、ついてニュースかスポーツニュースを読み上げる。夜間帯はニュースと交通情報を入れ替えて交通情報を最後にアナウンサーが読む。
金曜21時台前半まではTOKYO FMブランニューソングを放送し、曲の後半で交通情報をアナウンサーが読み上げる。21時台後半以降はTOKYO FM NEWSに沿って放送される。
- 現在の担当者
  - 金曜20:55まで、土曜18:55まで：古賀涼子→柴田幸子→中村亜裕美（TOKYO FMアナウンサー）
  - 金曜21:55以降：須藤悟または今井広海
  - 土曜18:55以降：原つとむ（フリーアナウンサー）
  - 日曜17:55まで：大沢陽子（2012年11月まで）→渡名喜織恵（2012年12月から2020年9月まで担当）
  - また、16:55からの「HIGHWAY★SOUL FOOD」の進行も行い、ソウルフード・ハンター（レポーター）である川瀬良子への呼び掛けも行う。
  - 日曜18:55以降：鈴木晶久（フリーアナウンサー）

## ジングル
- 2008年10月～2010年3月

（通常のパターン） - ニュースのBGMの後にピアノの音に乗せて、男声で「TOKYO FM TRAFFIC」とコメント、「Point, Love～♪」と歌ってからトラフィック用のBGMに入る。
（NEWSと抱き合わせ＆ドライバーズ・インフォ1） - ニュースと抱き合わさった場合は「TOKYO FM TRAFFIC (♪Point Love)」をカットすることが多かった。また、初期のドライバーズ・インフォも同様。
（ドライバーズ・インフォ2） - 「TOKYO FM 80.Love」の女声がささやくような声となっていたほか、BGMはTOKYO FM NEWSのものを使用している。
- 2010年4月～ - BGMはそのまま。

- 現行の「TOKYO FM, TOKYO FM,80.Love～♪」のジングルの後に交通情報用のBGMに入る。土曜・日曜の「ドライバーズ・インフォ」ではTOKYO FM NEWSのBGMが使用されているが、朝の時間帯のみ異なるBGMが使用されている。

## 放送時間
2012年10月現在。月～木104回、金曜32回、土曜21回、日曜22回。
|    | 月 - 木        | 金曜           | 土曜      | 日曜           |
| 5  |                |                | 5:20 5:40 |                |
| 6  | 6:13 6:29 6:49 | 6:13 6:29 6:49 | 6:38 6:54 | 6:13 6:26      |
| 7  | 7:08 7:28 7:51 | 7:08 7:28 7:51 | 7:55      | 7:00 7:21 7:55 |
| 8  | 8:18 8:42      | 8:18 8:42      | 8:55      | 8:25 8:58      |
| 9  | 9:27 9:55      | 9:27 9:55      | 9:55      | 9:55           |
| 10 | 10:27 10:50    | 10:27 10:50    | 10:55     | 10:55          |
| 11 | 11:57          | 11:57          | 11:55     | 11:55          |
| 12 | 12:55          | 12:55          | 12:57     | 12:55          |
| 13 | 13:52          | 13:28 13:57    | 13:57     | 13:57          |
| 14 | 14:52          | 14:36 14:52    | 14:55     | 14:55          |
| 15 | 15:45          | 15:34 15:57    | 15:55     | 15:55          |
| 16 | 16:28 16:53    | 16:20 16:55    | 16:55     | 16:57          |
| 17 | 17:28 17:56    | 17:25 17:55    | 17:58     | 17:58          |
| 18 | 18:31 18:57    | 18:25          | 18:55     | 18:55          |
| 19 | 19:22          | 19:25 19:55    | 19:55     | 19:55          |
| 20 | 20:55          | 20:55          | 20:55     | 20:57          |
| 21 | 21:57          | 21:25 21:55    | 21:55     | 21:55          |
| 22 |                | 22:55          | 22:55     | 22:57          |
| 23 |                | 23:57          | 23:57     | 23:57          |

一部枠の交通情報
2010年3月まで平日の5時台から6時台前半に放送していた交通情報は、TOKYO FM トラフィックのジングルを使わず、放送進行中のBGMを下げて割り込む形で放送していた。4月以降も「Future Hits」「ブランニュー・ソング」に抱き合わされている場合も同様。これは、もともと「SATURDAY ON THE WAY」をネットしている時代に行っていた手法である。

## 提供スポンサー
以下は2013年4月現在のものである。

<>内は番組名。
- 7:51はホンダカーズ東京中央提供<クロノス>
- 17:56（金16:55）は呉工業提供<Skyrocket Company（月～木）、ドライバーズ・インフォ（金曜）>